# Hyuga (Miyazaki)
Hyuga (Japans: 日向市, Hyūga-shi) is een Japanse stad in de prefectuur Miyazaki. In 2014 telde de stad 61.861 inwoners. Het oostelijke deel van de stad grenst aan de Grote Oceaan.

## Geschiedenis
Op 1 april 1951 werd Hyuga benoemd tot stad (shi). In 2006 werd de gemeente Togo (東郷町) toegevoegd aan de stad.
Steden:
Ebino · Hyuga · Kobayashi · Kushima · Miyakonojo · Miyazaki (hoofdstad) · Nichinan · Nobeoka · Saito

Districten:
Higashimorokata · Higashiusuki · Kitamorokata · Koyu · Nishimorokata · Nishiusuki
Gemeenten per district